# Gare de Boussu-en-Fagne
Ne doit pas être confondu avec gare de Boussu.
La gare de Boussu-en-Fagne est une ancienne gare ferroviaire belge de la ligne 156, de Hastière à Anor, située à Boussu-en-Fagne, section de la commune de Couvin dans la province de Namur en région wallonne.
Elle est mise en service en 1858 par la Compagnie de Chimay et ferme en 1964 aux voyageurs. La ligne est abandonnée depuis 1999 et remplacée par un RAVeL.

## Situation ferroviaire
Établie à 165 mètres d'altitude, la gare de Boussu était située au point kilométrique (PK) 31,2 de la ligne 156, de Hermeton-sur-Meuse (Hastière) à Anor (France), via Mariembourg et Chimay entre les gares de Mariembourg et d'Aublain.

## Histoire
La Société anonyme du chemin de fer de Mariembourg à Chimay (Compagnie de Chimay) reçoit la concession d'un chemin de fer reliant ces deux villes et se prolongeant jusque Momignies. La section passant par Boussu-en-Fagne est livrée à l'exploitation le 15 octobre 1858.
La ligne ferme aux voyageurs entre Mariembourg et Chimay le 14 septembre 1964. Jusqu'en 1987, des trains de marchandises continuent à circuler depuis Mariembourg. Entre 1987 et 1999, le Chemin de fer à vapeur des Trois Vallées emploie la ligne mais le mauvais état de la voie met fin à cette exploitation. Les rails sont arrachés en 2011.

## Patrimoine ferroviaire
Le bâtiment voyageurs, identique à l'origine à celui de la gare de Lompret, est utilisé comme habitation. Au cours du XXe siècle, il a perdu ses pignons transversaux caractéristiques de la Compagnie de Chimay et a été doté de fenêtres plus grandes au rez-de-chaussée côté rue.